# Cerveau de Boltzmann
Un cerveau de Boltzmann est un être hypothétique conscient de soi qui existe grâce aux fluctuations quantiques aléatoires d'un état de chaos.

## Concept
L'idée est nommée d'après Ludwig Boltzmann (1844-1906), physicien qui a suggéré que l'Univers est observé dans un état peu probable et hors équilibre parce que seule l'existence aléatoire de tels états permet l'existence des cerveaux conscients, dans une certaine mesure, de l'Univers. Le terme cerveau de Boltzmann (en anglais : Boltzmann brain) fut proposé en 2004 par Andreas Albrecht et Lorenzo Sorbo.
Le concept du cerveau de Boltzmann est souvent énoncé comme paradoxe physique. Le paradoxe procède de ce que si l'on considère notre situation actuelle comme entités conscientes d'elles-mêmes (et non simplement de leur environnement) dans un environnement organisé, contre la probabilité des entités autonomes et conscientes d'elles mêmes dans une soupe thermodynamique sans traits bien marqués, le deuxième cas devrait être bien plus probable que le premier.
Néanmoins, l'homogénéité parfaite exigerait une régulation coûteuse et qui ne se constate pas. L'univers semble plutôt contenir, en raison de sa nature chaotique, des grumeaux.

## Culture populaire
- Dans l'épisode 8 de la première saison de Star Trek : Un nouveau monde étrange, l'équipage de l'USS Enterprise rencontre un cerveau de Boltzmann.